# Volta à Flandres de 2022
A 106.ª edição da clássica ciclista Volta à Flandres (nome oficial em idioma neerlandês e francês: Ronde van Vlaanderen / Tour des Flandres) foi uma corrida na Bélgica que se celebrou a 3 de abril de 2022 com início na cidade de Antuérpia e final na cidade de Oudenaarde sobre um percurso de 272,5 quilómetros.
A corrida fez parte do UCI WorldTour de 2022, calendário ciclístico de máximo nível mundial, sendo a duodécima corrida de dito circuito e foi vencida pelos neerlandês Mathieu van der Poel do Alpecin-Fenix. Completaram o pódio, como segundo e terceiro classificado respectivamente, o também neerlandês Dylan van Baarle do Ineos Grenadiers e o francês Valentin Madouas do Groupama-FDJ.

## Equipas participantes
Tomaram parte na corrida 24 equipas: 17 de categoria UCI WorldTeam e 7 de categoria UCI ProTeam. Formaram assim um pelotão de 167 ciclistas dos que acabaram 103. As equipas participantes foram:
| Equipes WorldTeam (17)- AG2R Citroën Team - Astana Qazaqstan Team - Bahrain Victorious - Bora-Hansgrohe - Cofidis - EF Education-EasyPost - Groupama-FDJ - Ineos Grenadiers - Intermarché-Wanty-Gobert Matériaux - Jumbo-Visma - Lotto-Soudal - Movistar Team - Quick-Step Alpha Vinyl - BikeExchange-Jayco - Team DSM - Trek-Segafredo - UAE Team Emirates Equipes ProTeam (7)- Alpecin-Fenix - Arkéa-Samsic - B&B Hotels-KTM - Bingoal Pauwels Sauces WB - TotalEnergies - Sport Vlaanderen-Baloise - Uno-X Pro Cycling Team |
| |

## Classificação final
A classificação finalizou da seguinte forma:
| \| Classificação geral \| Classificação geral \| Classificação geral \| Classificação geral \| Classificação geral \| \| Ciclista \| Ciclista \| Equipe \| Tempo \| \| \| ------------------- \| -------------------- \| ---------------------------------- \| ------------------- \| ------------------- \| \| 1. \| Mathieu van der Poel \| Alpecin-Fenix \| 6h18m30s \| \| \| 2. \| Dylan van Baarle \| Ineos Grenadiers \| + 0s \| \| \| 3. \| Valentin Madouas \| Groupama-FDJ \| + 0s \| \| \| 4. \| Tadej Pogačar \| UAE Team Emirates \| + 0s \| \| \| 5. \| Stefan Küng \| Groupama-FDJ \| + 2s \| \| \| 6. \| Dylan Teuns \| Bahrain Victorious \| + 2s \| \| \| 7. \| Fred Wright \| Bahrain Victorious \| + 11s \| \| \| 8. \| Mads Pedersen \| Trek-Segafredo \| + 48s \| \| \| 9. \| Christophe Laporte \| Jumbo-Visma \| + 48s \| \| \| 10. \| Alexander Kristoff \| Intermarché-Wanty-Gobert Matériaux \| + 48s \| \| \| 11. \| Michael Matthews \| BikeExchange-Jayco \| + 48s \| \| \| 12. \| Jan Tratnik \| Bahrain Victorious \| + 48s \| \| \| 13. \| Tiesj Benoot \| Jumbo-Visma \| + 1m02s \| \| \| 14. \| Thomas Pidcock \| Ineos Grenadiers \| + 1m05s \| \| \| 15. \| Greg Van Avermaet \| AG2R Citroën Team \| + 1m07s \| \| \| 16. \| Danny van Poppel \| Bora-Hansgrohe \| + 1m07s \| \| \| 17. \| Matis Louvel \| Arkéa-Samsic \| + 1m07s \| \| \| 18. \| John Degenkolb \| Team DSM \| + 1m07s \| \| \| 19. \| Mike Teunissen \| Jumbo-Visma \| + 1m07s \| \| \| 20. \| Alex Aranburu \| Movistar Team \| + 1m07s \| \| |                      |                                    |          |
| |                      |                                    |          |
| Fonte: ProCyclingStats |                      |                                    |          |
| Classificação geral |                      |                                    |          |
| Ciclista | Ciclista             | Equipe                             | Tempo    |
| 1. | Mathieu van der Poel | Alpecin-Fenix                      | 6h18m30s |
| 2. | Dylan van Baarle     | Ineos Grenadiers                   | + 0s     |
| 3. | Valentin Madouas     | Groupama-FDJ                       | + 0s     |
| 4. | Tadej Pogačar        | UAE Team Emirates                  | + 0s     |
| 5. | Stefan Küng          | Groupama-FDJ                       | + 2s     |
| 6. | Dylan Teuns          | Bahrain Victorious                 | + 2s     |
| 7. | Fred Wright          | Bahrain Victorious                 | + 11s    |
| 8. | Mads Pedersen        | Trek-Segafredo                     | + 48s    |
| 9. | Christophe Laporte   | Jumbo-Visma                        | + 48s    |
| 10. | Alexander Kristoff   | Intermarché-Wanty-Gobert Matériaux | + 48s    |
| 11. | Michael Matthews     | BikeExchange-Jayco                 | + 48s    |
| 12. | Jan Tratnik          | Bahrain Victorious                 | + 48s    |
| 13. | Tiesj Benoot         | Jumbo-Visma                        | + 1m02s  |
| 14. | Thomas Pidcock       | Ineos Grenadiers                   | + 1m05s  |
| 15. | Greg Van Avermaet    | AG2R Citroën Team                  | + 1m07s  |
| 16. | Danny van Poppel     | Bora-Hansgrohe                     | + 1m07s  |
| 17. | Matis Louvel         | Arkéa-Samsic                       | + 1m07s  |
| 18. | John Degenkolb       | Team DSM                           | + 1m07s  |
| 19. | Mike Teunissen       | Jumbo-Visma                        | + 1m07s  |
| 20. | Alex Aranburu        | Movistar Team                      | + 1m07s  |

## Ciclistas participantes e posições finais
| Quick-Step Alpha Vinyl QST | Quick-Step Alpha Vinyl QST | Quick-Step Alpha Vinyl QST |
| -------------------------- | -------------------------- | -------------------------- |
| Num                        | Ciclista                   | Pos                        |
| 1                          | Kasper Asgreen (DEN)       | 23.                        |
| 2                          | Yves Lampaert (BEL)        | 30.                        |
| 3                          | Tim Declercq (BEL)         | DNF                        |
| 4                          | Jannik Steimle (GER)       | 46.                        |
| 5                          | Florian Sénéchal (FRA)     | 38.                        |
| 6                          | Zdeněk Štybar (CZE)        | 54.                        |
| 7                          | Bert Van Lerberghe (BEL)   | DNF                        |

| Jumbo-Visma TJV | Jumbo-Visma TJV             | Jumbo-Visma TJV |
| --------------- | --------------------------- | --------------- |
| Num             | Ciclista                    | Pos             |
| 11              | Mick van Dijke (NED)        | 75.             |
| 12              | Tiesj Benoot (BEL)          | 13.             |
| 13              | Christophe Laporte (FRA)    | 9.              |
| 14              | Edoardo Affini (ITA)        | DNF             |
| 15              | Mike Teunissen (NED)        | 19.             |
| 16              | Timo Roosen (NED) (estrada) | DNF             |
| 17              | Nathan Van Hooydonck (BEL)  | 42.             |

| Lotto-Soudal LTS | Lotto-Soudal LTS         | Lotto-Soudal LTS |
| ---------------- | ------------------------ | ---------------- |
| Num              | Ciclista                 | Pos              |
| 21               | Victor Campenaerts (BEL) | 33.              |
| 22               | Cedric Beullens (BEL)    | 65.              |
| 23               | Tim Wellens (BEL)        | 43.              |
| 24               | Roger Kluge (GER)        | DNF              |
| 25               | Sébastien Grignard (BEL) | 73.              |
| 26               | Brent Van Moer (BEL)     | 61.              |
| 27               | Florian Vermeersch (BEL) | 76.              |

| Intermarché-Wanty-Gobert Matériaux IWG | Intermarché-Wanty-Gobert Matériaux IWG | Intermarché-Wanty-Gobert Matériaux IWG |
| -------------------------------------- | -------------------------------------- | -------------------------------------- |
| Num                                    | Ciclista                               | Pos                                    |
| 31                                     | Alexander Kristoff (NOR)               | 10.                                    |
| 32                                     | Tom Devriendt (BEL)                    | 66.                                    |
| 33                                     | Boy van Poppel (NED)                   | DNF                                    |
| 34                                     | Aimé De Gendt (BEL)                    | 27.                                    |
| 35                                     | Andrea Pasqualon (ITA)                 | 44.                                    |
| 36                                     | Adrien Petit (FRA)                     | DNF                                    |
| 37                                     | Taco van der Hoorn (NED)               | 72.                                    |

| AG2R Citroën Team ACT | AG2R Citroën Team ACT   | AG2R Citroën Team ACT |
| --------------------- | ----------------------- | --------------------- |
| Num                   | Ciclista                | Pos                   |
| 41                    | Greg Van Avermaet (BEL) | 15.                   |
| 42                    | Oliver Naesen (BEL)     | 41.                   |
| 43                    | Bob Jungels (LUX)       | 56.                   |
| 44                    | Stan Dewulf (BEL)       | 99.                   |
| 45                    | Michael Schär (SUI)     | 100.                  |
| 46                    | Damien Touzé (FRA)      | 77.                   |
| 47                    | Gijs Van Hoecke (BEL)   | DNF                   |

| EF Education-EasyPost EFE | EF Education-EasyPost EFE | EF Education-EasyPost EFE |
| ------------------------- | ------------------------- | ------------------------- |
| Num                       | Ciclista                  | Pos                       |
| 51                        | Alberto Bettiol (ITA)     | DNF                       |
| 52                        | Jens Keukeleire (BEL)     | DNF                       |
| 53                        | Tom Scully (NZL)          | DNF                       |
| 54                        | Michael Valgren (DEN)     | 36.                       |
| 55                        | Sebastian Langeveld (NED) | 63.                       |
| 56                        | Jonas Rutsch (GER)        | 89.                       |
| 57                        | Łukasz Wiśniowski (POL)   | DNF                       |

| Trek-Segafredo TFS | Trek-Segafredo TFS           | Trek-Segafredo TFS |
| ------------------ | ---------------------------- | ------------------ |
| Num                | Ciclista                     | Pos                |
| 61                 | Jasper Stuyven (BEL)         | 50.                |
| 62                 | Edward Theuns (BEL)          | 67.                |
| 63                 | Mads Pedersen (DEN)          | 8.                 |
| 64                 | Alex Kirsch (LUX)            | 78.                |
| 65                 | Daan Hoole (NED)             | DNF                |
| 66                 | Toms Skujiņš (LAT) (estrada) | 96.                |
| 67                 | Otto Vergaerde (BEL)         | 79.                |

| Alpecin-Fenix AFC | Alpecin-Fenix AFC              | Alpecin-Fenix AFC |
| ----------------- | ------------------------------ | ----------------- |
| Num               | Ciclista                       | Pos               |
| 81                | Mathieu van der Poel (NED)     | 1.                |
| 82                | Gianni Vermeersch (BEL)        | 40.               |
| 83                | Michael Gogl (AUT)             | DNF               |
| 84                | Silvan Dillier (SUI) (estrada) | 98.               |
| 85                | Xandro Meurisse (BEL)          | DNF               |
| 86                | Jasper Philipsen (BEL)         | DNF               |
| 87                | Julien Vermote (BEL)           | 97.               |

| UAE Team Emirates UAD | UAE Team Emirates UAD      | UAE Team Emirates UAD |
| --------------------- | -------------------------- | --------------------- |
| Num                   | Ciclista                   | Pos                   |
| 91                    | Tadej Pogačar (SLO)        | 4.                    |
| 92                    | Rui Oliveira (POR)         | DNF                   |
| 93                    | Alexys Brunel (FRA)        | DNF                   |
| 94                    | Oliviero Troia (ITA)       | DNF                   |
| 95                    | Felix Groß (GER)           | DNF                   |
| 96                    | Vegard Stake Laengen (NOR) | DNF                   |
| 97                    | Matteo Trentin (ITA)       | 34.                   |

| TotalEnergies TEN | TotalEnergies TEN          | TotalEnergies TEN |
| ----------------- | -------------------------- | ----------------- |
| Num               | Ciclista                   | Pos               |
| 101               | Edvald Boasson Hagen (NOR) | DNF               |
| 102               | Geoffrey Soupe (FRA)       | DNF               |
| 103               | Maciej Bodnar (POL)        | DNF               |
| 104               | Daniel Oss (ITA)           | DNF               |
| 105               | Niki Terpstra (NED)        | 29.               |
| 106               | Anthony Turgis (FRA)       | DNF               |
| 107               | Sandy Dujardin (FRA)       | 60.               |

| Ineos Grenadiers IGD | Ineos Grenadiers IGD      | Ineos Grenadiers IGD |
| -------------------- | ------------------------- | -------------------- |
| Num                  | Ciclista                  | Pos                  |
| 111                  | Thomas Pidcock (GBR)      | 14.                  |
| 112                  | Kim Heiduk (GER)          | DNF                  |
| 113                  | Jhonatan Narváez (ECU)    | 52.                  |
| 114                  | Ben Turner (GBR)          | 35.                  |
| 115                  | Magnus Sheffield (USA)    | 69.                  |
| 116                  | Ben Swift (GBR) (estrada) | 74.                  |
| 117                  | Dylan van Baarle (NED)    | 2.                   |

| BikeExchange-Jayco BEX | BikeExchange-Jayco BEX    | BikeExchange-Jayco BEX |
| ---------------------- | ------------------------- | ---------------------- |
| Num                    | Ciclista                  | Pos                    |
| 121                    | Michael Matthews (AUS)    | 11.                    |
| 122                    | Alexander Edmondson (AUS) | DNF                    |
| 123                    | Dion Smith (NZL)          | 53.                    |
| 124                    | Luke Durbridge (AUS)      | 83.                    |
| 125                    | Campbell Stewart (NZL)    | DNF                    |
| 126                    | Sam Bewley (NZL)          | DNF                    |
| 127                    | Kelland O'Brien (AUS)     | DNF                    |

| Astana Qazaqstan Team AST | Astana Qazaqstan Team AST        | Astana Qazaqstan Team AST |
| ------------------------- | -------------------------------- | ------------------------- |
| Num                       | Ciclista                         | Pos                       |
| 131                       | Gianni Moscon (ITA)              | DNF                       |
| 132                       | Leonardo Basso (ITA)             | DNF                       |
| 133                       | Manuele Boaro (ITA)              | DNF                       |
| 134                       | Yevgeniy Fedorov (KAZ) (estrada) | 101.                      |
| 135                       | Michele Gazzoli (ITA)            | DNF                       |
| 136                       | Davide Martinelli (ITA)          | DNF                       |
| 137                       | Artiom Zakharov (KAZ)            | 86.                       |

| Bahrain Victorious TBV | Bahrain Victorious TBV        | Bahrain Victorious TBV |
| ---------------------- | ----------------------------- | ---------------------- |
| Num                    | Ciclista                      | Pos                    |
| 141                    | Heinrich Haussler (AUS)       | DNF                    |
| 142                    | Filip Maciejuk (POL)          | 84.                    |
| 143                    | Jan Tratnik (SLO)             | 12.                    |
| 144                    | Matej Mohorič (SLO) (estrada) | 21.                    |
| 145                    | Jasha Sütterlin (GER)         | 26.                    |
| 146                    | Dylan Teuns (BEL)             | 6.                     |
| 147                    | Fred Wright (GBR)             | 7.                     |

| Bora-Hansgrohe BOH | Bora-Hansgrohe BOH          | Bora-Hansgrohe BOH |
| ------------------ | --------------------------- | ------------------ |
| Num                | Ciclista                    | Pos                |
| 151                | Nils Politt (GER)           | 47.                |
| 152                | Jonas Koch (GER)            | 87.                |
| 153                | Marco Haller (AUT)          | 102.               |
| 154                | Jordi Meeus (BEL)           | DNF                |
| 155                | Ryan Mullen (IRL) (estrada) | DNF                |
| 156                | Martin Laas (EST)           | DNF                |
| 157                | Danny van Poppel (NED)      | 16.                |

| Cofidis COF | Cofidis COF             | Cofidis COF |
| ----------- | ----------------------- | ----------- |
| Num         | Ciclista                | Pos         |
| 161         | Piet Allegaert (BEL)    | DNF         |
| 162         | Tom Bohli (SUI)         | DNF         |
| 163         | Wesley Kreder (NED)     | NP          |
| 164         | Sander Armée (BEL)      | 48.         |
| 165         | Szymon Sajnok (POL)     | 93.         |
| 166         | Kenneth Vanbilsen (BEL) | DNF         |
| 167         | Jelle Wallays (BEL)     | DNF         |

| Groupama-FDJ GFC | Groupama-FDJ GFC              | Groupama-FDJ GFC |
| ---------------- | ----------------------------- | ---------------- |
| Num              | Ciclista                      | Pos              |
| 171              | Stefan Küng (SUI)             | 5.               |
| 172              | Lewis Askey (GBR)             | 55.              |
| 173              | Kevin Geniets (LUX) (estrada) | 37.              |
| 174              | Olivier Le Gac (FRA)          | 31.              |
| 175              | Fabian Lienhard (SUI)         | 51.              |
| 176              | Tobias Ludvigsson (SWE)       | DNF              |
| 177              | Valentin Madouas (FRA)        | 3.               |

| Movistar Team MOV | Movistar Team MOV         | Movistar Team MOV |
| ----------------- | ------------------------- | ----------------- |
| Num               | Ciclista                  | Pos               |
| 181               | Alex Aranburu (ESP)       | 20.               |
| 182               | Imanol Erviti (ESP)       | 71.               |
| 183               | Iván García Cortina (ESP) | 22.               |
| 184               | Johan Jacobs (SUI)        | 64.               |
| 185               | Mathias Norsgaard (DEN)   | 57.               |
| 186               | Max Kanter (GER)          | 91.               |
| 187               | Iñigo Elosegui (ESP)      | 82.               |

| Team DSM DSM | Team DSM DSM               | Team DSM DSM |
| ------------ | -------------------------- | ------------ |
| Num          | Ciclista                   | Pos          |
| 191          | John Degenkolb (GER)       | 18.          |
| 192          | Søren Kragh Andersen (DEN) | NP           |
| 193          | Nikias Arndt (GER)         | DNF          |
| 194          | Niklas Märkl (GER)         | 85.          |
| 195          | Joris Nieuwenhuis (NED)    | 39.          |
| 197          | Kevin Vermaerke (USA)      | DNF          |

| B&B Hotels-KTM BBK | B&B Hotels-KTM BBK     | B&B Hotels-KTM BBK |
| ------------------ | ---------------------- | ------------------ |
| Num                | Ciclista               | Pos                |
| 201                | Alexis Gougeard (FRA)  | DNF                |
| 202                | Quentin Jauregui (FRA) | 80.                |
| 203                | Victor Koretzky (FRA)  | 59.                |
| 204                | Jordi Warlop (BEL)     | DNF                |
| 205                | Cyril Lemoine (FRA)    | 70.                |
| 206                | Luca Mozzato (ITA)     | 25.                |
| 207                | Julien Morice (FRA)    | 103.               |

| Bingoal Pauwels Sauces WB BWB | Bingoal Pauwels Sauces WB BWB | Bingoal Pauwels Sauces WB BWB |
| ----------------------------- | ----------------------------- | ----------------------------- |
| Num                           | Ciclista                      | Pos                           |
| 211                           | Timothy Dupont (BEL)          | DNF                           |
| 212                           | Mathijs Paasschens (NED)      | DNF                           |
| 213                           | Arjen Livyns (BEL)            | 32.                           |
| 214                           | Stanislaw Aniolkowski (POL)   | 92.                           |
| 215                           | Karl Patrick Lauk (EST)       | DNF                           |
| 216                           | Ludovic Robeet (BEL)          | 95.                           |
| 217                           | Tom Wirtgen (LUX)             | DNF                           |

| Sport Vlaanderen-Baloise SVB | Sport Vlaanderen-Baloise SVB | Sport Vlaanderen-Baloise SVB |
| ---------------------------- | ---------------------------- | ---------------------------- |
| Num                          | Ciclista                     | Pos                          |
| 221                          | Julian Mertens (BEL)         | 58.                          |
| 222                          | Vito Braet (BEL)             | DNF                          |
| 223                          | Sander De Pestel (BEL)       | 90.                          |
| 224                          | Lindsay De Vylder (BEL)      | 68.                          |
| 225                          | Robbe Ghys (BEL)             | 45.                          |
| 226                          | Arne Marit (BEL)             | 81.                          |
| 227                          | Kenneth Van Rooy (BEL)       | DNF                          |

| Arkéa-Samsic ARK | Arkéa-Samsic ARK       | Arkéa-Samsic ARK |
| ---------------- | ---------------------- | ---------------- |
| Num              | Ciclista               | Pos              |
| 231              | Amaury Capiot (BEL)    | 24.              |
| 232              | Christophe Noppe (BEL) | DNF              |
| 233              | Matis Louvel (FRA)     | 17.              |
| 234              | Markus Pajur (EST)     | 94.              |
| 235              | Kévin Ledanois (FRA)   | DNF              |
| 236              | Clément Russo (FRA)    | 49.              |
| 237              | Connor Swift (GBR)     | 62.              |

| Uno-X Pro Cycling Team UXT | Uno-X Pro Cycling Team UXT       | Uno-X Pro Cycling Team UXT |
| -------------------------- | -------------------------------- | -------------------------- |
| Num                        | Ciclista                         | Pos                        |
| 241                        | Kristoffer Halvorsen (NOR)       | DNF                        |
| 242                        | Tobias Halland Johannessen (NOR) | DNF                        |
| 243                        | William Blume Levy (DEN)         | DNF                        |
| 244                        | Erik Nordsæter Resell (NOR)      | DNF                        |
| 245                        | Anders Skaarseth (NOR)           | 28.                        |
| 246                        | Søren Wærenskjold (NOR)          | DNF                        |
| 247                        | Rasmus Tiller (NOR)              | 88.                        |

| Quick-Step Alpha Vinyl QST | Quick-Step Alpha Vinyl QST | Quick-Step Alpha Vinyl QST |
| -------------------------- | -------------------------- | -------------------------- |
| Num                        | Ciclista                   | Pos                        |
| 1                          | Kasper Asgreen (DEN)       | 23.                        |
| 2                          | Yves Lampaert (BEL)        | 30.                        |
| 3                          | Tim Declercq (BEL)         | DNF                        |
| 4                          | Jannik Steimle (GER)       | 46.                        |
| 5                          | Florian Sénéchal (FRA)     | 38.                        |
| 6                          | Zdeněk Štybar (CZE)        | 54.                        |
| 7                          | Bert Van Lerberghe (BEL)   | DNF                        |

| Jumbo-Visma TJV | Jumbo-Visma TJV             | Jumbo-Visma TJV |
| --------------- | --------------------------- | --------------- |
| Num             | Ciclista                    | Pos             |
| 11              | Mick van Dijke (NED)        | 75.             |
| 12              | Tiesj Benoot (BEL)          | 13.             |
| 13              | Christophe Laporte (FRA)    | 9.              |
| 14              | Edoardo Affini (ITA)        | DNF             |
| 15              | Mike Teunissen (NED)        | 19.             |
| 16              | Timo Roosen (NED) (estrada) | DNF             |
| 17              | Nathan Van Hooydonck (BEL)  | 42.             |

| Lotto-Soudal LTS | Lotto-Soudal LTS         | Lotto-Soudal LTS |
| ---------------- | ------------------------ | ---------------- |
| Num              | Ciclista                 | Pos              |
| 21               | Victor Campenaerts (BEL) | 33.              |
| 22               | Cedric Beullens (BEL)    | 65.              |
| 23               | Tim Wellens (BEL)        | 43.              |
| 24               | Roger Kluge (GER)        | DNF              |
| 25               | Sébastien Grignard (BEL) | 73.              |
| 26               | Brent Van Moer (BEL)     | 61.              |
| 27               | Florian Vermeersch (BEL) | 76.              |

| Intermarché-Wanty-Gobert Matériaux IWG | Intermarché-Wanty-Gobert Matériaux IWG | Intermarché-Wanty-Gobert Matériaux IWG |
| -------------------------------------- | -------------------------------------- | -------------------------------------- |
| Num                                    | Ciclista                               | Pos                                    |
| 31                                     | Alexander Kristoff (NOR)               | 10.                                    |
| 32                                     | Tom Devriendt (BEL)                    | 66.                                    |
| 33                                     | Boy van Poppel (NED)                   | DNF                                    |
| 34                                     | Aimé De Gendt (BEL)                    | 27.                                    |
| 35                                     | Andrea Pasqualon (ITA)                 | 44.                                    |
| 36                                     | Adrien Petit (FRA)                     | DNF                                    |
| 37                                     | Taco van der Hoorn (NED)               | 72.                                    |

| AG2R Citroën Team ACT | AG2R Citroën Team ACT   | AG2R Citroën Team ACT |
| --------------------- | ----------------------- | --------------------- |
| Num                   | Ciclista                | Pos                   |
| 41                    | Greg Van Avermaet (BEL) | 15.                   |
| 42                    | Oliver Naesen (BEL)     | 41.                   |
| 43                    | Bob Jungels (LUX)       | 56.                   |
| 44                    | Stan Dewulf (BEL)       | 99.                   |
| 45                    | Michael Schär (SUI)     | 100.                  |
| 46                    | Damien Touzé (FRA)      | 77.                   |
| 47                    | Gijs Van Hoecke (BEL)   | DNF                   |

| EF Education-EasyPost EFE | EF Education-EasyPost EFE | EF Education-EasyPost EFE |
| ------------------------- | ------------------------- | ------------------------- |
| Num                       | Ciclista                  | Pos                       |
| 51                        | Alberto Bettiol (ITA)     | DNF                       |
| 52                        | Jens Keukeleire (BEL)     | DNF                       |
| 53                        | Tom Scully (NZL)          | DNF                       |
| 54                        | Michael Valgren (DEN)     | 36.                       |
| 55                        | Sebastian Langeveld (NED) | 63.                       |
| 56                        | Jonas Rutsch (GER)        | 89.                       |
| 57                        | Łukasz Wiśniowski (POL)   | DNF                       |

| Trek-Segafredo TFS | Trek-Segafredo TFS           | Trek-Segafredo TFS |
| ------------------ | ---------------------------- | ------------------ |
| Num                | Ciclista                     | Pos                |
| 61                 | Jasper Stuyven (BEL)         | 50.                |
| 62                 | Edward Theuns (BEL)          | 67.                |
| 63                 | Mads Pedersen (DEN)          | 8.                 |
| 64                 | Alex Kirsch (LUX)            | 78.                |
| 65                 | Daan Hoole (NED)             | DNF                |
| 66                 | Toms Skujiņš (LAT) (estrada) | 96.                |
| 67                 | Otto Vergaerde (BEL)         | 79.                |

| Alpecin-Fenix AFC | Alpecin-Fenix AFC              | Alpecin-Fenix AFC |
| ----------------- | ------------------------------ | ----------------- |
| Num               | Ciclista                       | Pos               |
| 81                | Mathieu van der Poel (NED)     | 1.                |
| 82                | Gianni Vermeersch (BEL)        | 40.               |
| 83                | Michael Gogl (AUT)             | DNF               |
| 84                | Silvan Dillier (SUI) (estrada) | 98.               |
| 85                | Xandro Meurisse (BEL)          | DNF               |
| 86                | Jasper Philipsen (BEL)         | DNF               |
| 87                | Julien Vermote (BEL)           | 97.               |

| UAE Team Emirates UAD | UAE Team Emirates UAD      | UAE Team Emirates UAD |
| --------------------- | -------------------------- | --------------------- |
| Num                   | Ciclista                   | Pos                   |
| 91                    | Tadej Pogačar (SLO)        | 4.                    |
| 92                    | Rui Oliveira (POR)         | DNF                   |
| 93                    | Alexys Brunel (FRA)        | DNF                   |
| 94                    | Oliviero Troia (ITA)       | DNF                   |
| 95                    | Felix Groß (GER)           | DNF                   |
| 96                    | Vegard Stake Laengen (NOR) | DNF                   |
| 97                    | Matteo Trentin (ITA)       | 34.                   |

| TotalEnergies TEN | TotalEnergies TEN          | TotalEnergies TEN |
| ----------------- | -------------------------- | ----------------- |
| Num               | Ciclista                   | Pos               |
| 101               | Edvald Boasson Hagen (NOR) | DNF               |
| 102               | Geoffrey Soupe (FRA)       | DNF               |
| 103               | Maciej Bodnar (POL)        | DNF               |
| 104               | Daniel Oss (ITA)           | DNF               |
| 105               | Niki Terpstra (NED)        | 29.               |
| 106               | Anthony Turgis (FRA)       | DNF               |
| 107               | Sandy Dujardin (FRA)       | 60.               |

| Ineos Grenadiers IGD | Ineos Grenadiers IGD      | Ineos Grenadiers IGD |
| -------------------- | ------------------------- | -------------------- |
| Num                  | Ciclista                  | Pos                  |
| 111                  | Thomas Pidcock (GBR)      | 14.                  |
| 112                  | Kim Heiduk (GER)          | DNF                  |
| 113                  | Jhonatan Narváez (ECU)    | 52.                  |
| 114                  | Ben Turner (GBR)          | 35.                  |
| 115                  | Magnus Sheffield (USA)    | 69.                  |
| 116                  | Ben Swift (GBR) (estrada) | 74.                  |
| 117                  | Dylan van Baarle (NED)    | 2.                   |

| BikeExchange-Jayco BEX | BikeExchange-Jayco BEX    | BikeExchange-Jayco BEX |
| ---------------------- | ------------------------- | ---------------------- |
| Num                    | Ciclista                  | Pos                    |
| 121                    | Michael Matthews (AUS)    | 11.                    |
| 122                    | Alexander Edmondson (AUS) | DNF                    |
| 123                    | Dion Smith (NZL)          | 53.                    |
| 124                    | Luke Durbridge (AUS)      | 83.                    |
| 125                    | Campbell Stewart (NZL)    | DNF                    |
| 126                    | Sam Bewley (NZL)          | DNF                    |
| 127                    | Kelland O'Brien (AUS)     | DNF                    |

| Astana Qazaqstan Team AST | Astana Qazaqstan Team AST        | Astana Qazaqstan Team AST |
| ------------------------- | -------------------------------- | ------------------------- |
| Num                       | Ciclista                         | Pos                       |
| 131                       | Gianni Moscon (ITA)              | DNF                       |
| 132                       | Leonardo Basso (ITA)             | DNF                       |
| 133                       | Manuele Boaro (ITA)              | DNF                       |
| 134                       | Yevgeniy Fedorov (KAZ) (estrada) | 101.                      |
| 135                       | Michele Gazzoli (ITA)            | DNF                       |
| 136                       | Davide Martinelli (ITA)          | DNF                       |
| 137                       | Artiom Zakharov (KAZ)            | 86.                       |

| Bahrain Victorious TBV | Bahrain Victorious TBV        | Bahrain Victorious TBV |
| ---------------------- | ----------------------------- | ---------------------- |
| Num                    | Ciclista                      | Pos                    |
| 141                    | Heinrich Haussler (AUS)       | DNF                    |
| 142                    | Filip Maciejuk (POL)          | 84.                    |
| 143                    | Jan Tratnik (SLO)             | 12.                    |
| 144                    | Matej Mohorič (SLO) (estrada) | 21.                    |
| 145                    | Jasha Sütterlin (GER)         | 26.                    |
| 146                    | Dylan Teuns (BEL)             | 6.                     |
| 147                    | Fred Wright (GBR)             | 7.                     |

| Bora-Hansgrohe BOH | Bora-Hansgrohe BOH          | Bora-Hansgrohe BOH |
| ------------------ | --------------------------- | ------------------ |
| Num                | Ciclista                    | Pos                |
| 151                | Nils Politt (GER)           | 47.                |
| 152                | Jonas Koch (GER)            | 87.                |
| 153                | Marco Haller (AUT)          | 102.               |
| 154                | Jordi Meeus (BEL)           | DNF                |
| 155                | Ryan Mullen (IRL) (estrada) | DNF                |
| 156                | Martin Laas (EST)           | DNF                |
| 157                | Danny van Poppel (NED)      | 16.                |

| Cofidis COF | Cofidis COF             | Cofidis COF |
| ----------- | ----------------------- | ----------- |
| Num         | Ciclista                | Pos         |
| 161         | Piet Allegaert (BEL)    | DNF         |
| 162         | Tom Bohli (SUI)         | DNF         |
| 163         | Wesley Kreder (NED)     | NP          |
| 164         | Sander Armée (BEL)      | 48.         |
| 165         | Szymon Sajnok (POL)     | 93.         |
| 166         | Kenneth Vanbilsen (BEL) | DNF         |
| 167         | Jelle Wallays (BEL)     | DNF         |

| Groupama-FDJ GFC | Groupama-FDJ GFC              | Groupama-FDJ GFC |
| ---------------- | ----------------------------- | ---------------- |
| Num              | Ciclista                      | Pos              |
| 171              | Stefan Küng (SUI)             | 5.               |
| 172              | Lewis Askey (GBR)             | 55.              |
| 173              | Kevin Geniets (LUX) (estrada) | 37.              |
| 174              | Olivier Le Gac (FRA)          | 31.              |
| 175              | Fabian Lienhard (SUI)         | 51.              |
| 176              | Tobias Ludvigsson (SWE)       | DNF              |
| 177              | Valentin Madouas (FRA)        | 3.               |

| Movistar Team MOV | Movistar Team MOV         | Movistar Team MOV |
| ----------------- | ------------------------- | ----------------- |
| Num               | Ciclista                  | Pos               |
| 181               | Alex Aranburu (ESP)       | 20.               |
| 182               | Imanol Erviti (ESP)       | 71.               |
| 183               | Iván García Cortina (ESP) | 22.               |
| 184               | Johan Jacobs (SUI)        | 64.               |
| 185               | Mathias Norsgaard (DEN)   | 57.               |
| 186               | Max Kanter (GER)          | 91.               |
| 187               | Iñigo Elosegui (ESP)      | 82.               |

| Team DSM DSM | Team DSM DSM               | Team DSM DSM |
| ------------ | -------------------------- | ------------ |
| Num          | Ciclista                   | Pos          |
| 191          | John Degenkolb (GER)       | 18.          |
| 192          | Søren Kragh Andersen (DEN) | NP           |
| 193          | Nikias Arndt (GER)         | DNF          |
| 194          | Niklas Märkl (GER)         | 85.          |
| 195          | Joris Nieuwenhuis (NED)    | 39.          |
| 197          | Kevin Vermaerke (USA)      | DNF          |

| B&B Hotels-KTM BBK | B&B Hotels-KTM BBK     | B&B Hotels-KTM BBK |
| ------------------ | ---------------------- | ------------------ |
| Num                | Ciclista               | Pos                |
| 201                | Alexis Gougeard (FRA)  | DNF                |
| 202                | Quentin Jauregui (FRA) | 80.                |
| 203                | Victor Koretzky (FRA)  | 59.                |
| 204                | Jordi Warlop (BEL)     | DNF                |
| 205                | Cyril Lemoine (FRA)    | 70.                |
| 206                | Luca Mozzato (ITA)     | 25.                |
| 207                | Julien Morice (FRA)    | 103.               |

| Bingoal Pauwels Sauces WB BWB | Bingoal Pauwels Sauces WB BWB | Bingoal Pauwels Sauces WB BWB |
| ----------------------------- | ----------------------------- | ----------------------------- |
| Num                           | Ciclista                      | Pos                           |
| 211                           | Timothy Dupont (BEL)          | DNF                           |
| 212                           | Mathijs Paasschens (NED)      | DNF                           |
| 213                           | Arjen Livyns (BEL)            | 32.                           |
| 214                           | Stanislaw Aniolkowski (POL)   | 92.                           |
| 215                           | Karl Patrick Lauk (EST)       | DNF                           |
| 216                           | Ludovic Robeet (BEL)          | 95.                           |
| 217                           | Tom Wirtgen (LUX)             | DNF                           |

| Sport Vlaanderen-Baloise SVB | Sport Vlaanderen-Baloise SVB | Sport Vlaanderen-Baloise SVB |
| ---------------------------- | ---------------------------- | ---------------------------- |
| Num                          | Ciclista                     | Pos                          |
| 221                          | Julian Mertens (BEL)         | 58.                          |
| 222                          | Vito Braet (BEL)             | DNF                          |
| 223                          | Sander De Pestel (BEL)       | 90.                          |
| 224                          | Lindsay De Vylder (BEL)      | 68.                          |
| 225                          | Robbe Ghys (BEL)             | 45.                          |
| 226                          | Arne Marit (BEL)             | 81.                          |
| 227                          | Kenneth Van Rooy (BEL)       | DNF                          |

| Arkéa-Samsic ARK | Arkéa-Samsic ARK       | Arkéa-Samsic ARK |
| ---------------- | ---------------------- | ---------------- |
| Num              | Ciclista               | Pos              |
| 231              | Amaury Capiot (BEL)    | 24.              |
| 232              | Christophe Noppe (BEL) | DNF              |
| 233              | Matis Louvel (FRA)     | 17.              |
| 234              | Markus Pajur (EST)     | 94.              |
| 235              | Kévin Ledanois (FRA)   | DNF              |
| 236              | Clément Russo (FRA)    | 49.              |
| 237              | Connor Swift (GBR)     | 62.              |

| Uno-X Pro Cycling Team UXT | Uno-X Pro Cycling Team UXT       | Uno-X Pro Cycling Team UXT |
| -------------------------- | -------------------------------- | -------------------------- |
| Num                        | Ciclista                         | Pos                        |
| 241                        | Kristoffer Halvorsen (NOR)       | DNF                        |
| 242                        | Tobias Halland Johannessen (NOR) | DNF                        |
| 243                        | William Blume Levy (DEN)         | DNF                        |
| 244                        | Erik Nordsæter Resell (NOR)      | DNF                        |
| 245                        | Anders Skaarseth (NOR)           | 28.                        |
| 246                        | Søren Wærenskjold (NOR)          | DNF                        |
| 247                        | Rasmus Tiller (NOR)              | 88.                        |

Convenções:
- AB-N: Abandono na etapa "N"
- FLT-N: Retiro por chegada fora do limite de tempo na etapa "N"
- NTS-N: Não tomou a saída para a etapa "N"
- DES-N: Desclassificado ou expulsado na etapa "N"

## UCI World Ranking
O Tour de Flandres outorgou pontos para o UCI World Ranking para corredores das equipas nas categorias UCI WorldTeam, UCI ProTeam e Continental. As seguintes tabelas são o barómetro de pontuação e os dez corredores que obtiveram mais pontos:
| Posição   | 1.º | 2.º | 3.º | 4.º | 5.º | 6.º | 7.º | 8.º | 9.º | 10.º | 11.º | 12.º | 13.º | 14.º | 15.º | 16.º-20.º | 21.º-30.º | 31.º-50.º | 51.º-55.º | 56.º-60.º |
| Pontuação | 500 | 400 | 325 | 275 | 225 | 175 | 150 | 125 | 100 | 85   | 70   | 60   | 50   | 40   | 35   | 30        | 20        | 10        | 5         | 3         |

| Classificação |                      |                                    |        |
| Posição       | Ciclista             | Equipa                             | Pontos |
| ------------- | -------------------- | ---------------------------------- | ------ |
| 1.º           | Mathieu van der Poel | Alpecin-Fenix                      | 500    |
| 2.º           | Dylan van Baarle     | Ineos Grenadiers                   | 400    |
| 3.º           | Valentin Madouas     | Groupama-FDJ                       | 325    |
| 4.º           | Tadej Pogačar        | UAE Emirates                       | 275    |
| 5.º           | Stefan Küng          | Groupama-FDJ                       | 225    |
| 6.º           | Dylan Teuns          | Bahrain Victorious                 | 175    |
| 7.º           | Fred Wright          | Bahrain Victorious                 | 150    |
| 8.º           | Mads Pedersen        | Trek-Segafredo                     | 125    |
| 9.º           | Christophe Laporte   | Jumbo-Visma                        | 100    |
| 10.º          | Alexander Kristoff   | Intermarché-Wanty-Gobert Matériaux | 85     |